# Ширшова, Любовь Васильевна
Любовь Васильевна Ширшова (род. 1952) — российский искусствовед, художественный критик и педагог, доктор искусствоведения (2012). Член СХ СССР (с 1991) и СХР (с 1992), член ТСХР и МСХ (с 1996). Академик РАХ (2016). Заслуженный работник культуры Российской Федерации (2000). Заслуженный деятель искусств Российской Федерации (2014).

## Биография
Родилась 14 июня 1952 года в посёлке Курлово, Гусь-Хрустального района, Владимирской области.
С 1981 по 1986 год обучалась на факультете теории и истории искусства Института живописи, скульптуры и архитектуры имени И. Е. Репина. С 1994 по 2010 год была участницей воссоздания художественного убранства Кафедрального соборного храма Христа Спасителя. С 2006 года была организатором и членом Художественного совета по проведению ежегодного Конкурса пейзажной живописи имени народного художника СССР Ефима Ивановича Зверькова.
В 1994 году в НИИ изобразительных искусств РАХ защитила диссертацию на соискание учёной степени кандидат искусствоведения по теме: «Портрет ХVII - XVIII веков в восточных землях Речи Посполитой», в 2012 году в Санкт-Петербургской художественно-промышленной  академии имени А. Л. Штиглица защитила диссертацию на соискание учёной степени доктор искусствоведения по теме: «Современная монументальная живопись Русской Православной Церкви: по материалам воссоздания Кафедрального соборного храма Христа Спасителя в Москве». С 2003 года является профессором кафедры методики обучения изобразительному и декоративному искусству Факультета изобразительного искусства и народных ремёсел Московского государственного областного университета, одновременно с 2013 года профессор кафедры живописи и графики Российской государственной специализированной академии искусств, ведёт курс по истории и философии культуры и искусства и теории и методики преподавания творческих дисциплин.
В 1991 году Любовь Ширшова становится членом Союза художников СССР. С 1996 года принята в члены Творческого союза художников России. С 1996 года член и с 2013 года — член Правления Московского Союза художников. В 2016 году была избрана Действительным членом РАХ по Отделению искусствознания и художественной критики.
В 2000 году Указом Президента России «За большой  вклад в сохранение и восстановление памятников культуры и архитектуры города Москвы» Любовь Ширшова была удостоена почётного звания Заслуженный работник культуры Российской Федерации, а в 2014 году «За заслуги в области искусства» — Заслуженный деятель искусств Российской Федерации.

## Награды
- Орден «За заслуги в культуре и искусстве» (18 сентября 2023 года) — за вклад в развитие отечественной культуры и искусства, многолетнюю плодотворную деятельность[8].
- Медаль «В память 850-летия Москвы» (1997).
- Заслуженный деятель искусств Российской Федерации (28 мая 2014 года) — за заслуги в области искусства[6]
- Заслуженный работник культуры Российской Федерации (19 августа 2000 года) — за большой  вклад в сохранение и восстановление памятников культуры и архитектуры города Москвы[5]